# Liu Zhang
Note : les informations ci-dessous concernent le personnage du roman « Histoire des Trois Royaumes » et non le personnage historique.'
Liu Zhang (?-219) Gouverneur de la province de Yi durant la fin de la dynastie Han. Il appela Liu Bei pour qu'il l'aide à contrer une invasion de Zhang Lu, mais fut, ironiquement, attaqué par lui. Il décida de se soumettre plutôt que de faire souffrir son peuple à travers la guerre. En 219, les forces dirigées par Lu Meng, ont capturé le général Guan Yu et l'ont exécuté, ils saisirent la Province Jing. Liu Zhang et son fils, Liu Xun, ont été pris en charge par les forces du Wu, Sun Quan cherchant à obtenir le reste du territoire de Liu Bei, et a donné le titre de « gouverneur de la Province de Yi », son ancien titre avant de la perdre face à Liu Bei. Cependant, le Wu de l'Est n'a pas fait d'autres tentatives pour envahir le territoire de Liu Bei, Liu Zhang est mort peu de temps après avoir été fait vassal de Sun Quan. Son Fils ainé, Liu Xun, a continué à servir le Wu de l'Est contre Liu Chan.